# إيزامو يوكوياما
إيزامو يوكوياما (باليابانية: 横山勇؛ بالكانا: よこやま いさむ) هو عسكري ياباني، ولد في 1 مارس 1889 في تشيبا في اليابان، وتوفي في 21 أبريل 1952 في طوكيو في اليابان.